# Taiwanotrichia hainanensis
Taiwanotrichia hainanensis är en skalbaggsart som beskrevs av Keith och Li 2009. Taiwanotrichia hainanensis ingår i släktet Taiwanotrichia och familjen Melolonthidae. Inga underarter finns listade i Catalogue of Life.